# Aiquara
Aiquara es un municipio brasileño del estado de Bahía.